# Acronicta succedens
Acronicta succedens là một loài bướm đêm trong họ Noctuidae.